# Emilio Kartulovich
Emilio Kartulovich (Nerežišća, Isla de Brač, Croacia; 14 de agosto de 1895- Buenos Aires, Argentina; 31 de octubre de 1961) fue un periodista, editor, cineasta, director de revista y automovilista croata nacionalizado chileno, y luego argentino.

## Biografía
Su nombre nativo era Milan Krstulović Bonačić-Matijajurjević, hijo de Ivan Krstulović-Marčelić Kevešić y Ercilja Bonačić-Matijajurjević Babarović, tuvo seis hermanos. Su padre era un político apreciado y renombrado en Croacia, cuando Croacia se encontraba bajo la dominación del Imperio Austro-Húngaro, ferviente defensor de su patria, le fue imposible continuar la vida en su país, pues el emperador Francisco José había puesto precio por su cabeza.  Ivan Krstulovic, debió huir para recalar en Antofagasta, Chile en 1899.
Así, Milan Krstulović Bonačić-Matijajurjević  llegó a Antofagasta, Chile para el año 1900 acompañado de su madre, donde adaptan su nombre y apellido al castellano. En 1907 la familia se trasladó a La Serena. Estudió en el Colegio de los Padres Alemanes de la Serena.  En 1913 apenas cumplida la mayoría de edad toma lecciones de aviación con el aviador chileno David Fuentes, en un Bleriot 1913.
De origen croata, Kartulovich fue un play boy fuerte y atlético, campeón de automovilismo en su país y director de la influyente Revista Sintonía, una de las revistas más importantes de la época de gloria del cine y el teatro argentino.

## Trayectoria como deportista
En su faceta juvenil fue aviador e impulsor del automovilismo deportivo. Logró concretar la hazaña de trepar en un automóvil Studebaker al cerro San Cristóbal en Santiago de Chile, donde en la cima está emplazada una Virgen. Muchos lo habían intentado pero fue Karstulovic el primero en llegar, en los diez años siguientes tampoco pudieron otros desafiantes hasta que se construyó el camino. En el mismo año se anota para disputar su primera competencia automovilística, la Copa Ford, que uniría Santiago de Chile, Valparaíso, Los Andes, Santiago.  Para el 31 de octubre establece el Primer Récord Sudamericano de las 24 horas, desde Santiago de Chile a San José de Maipo, antes de finalizar el año, esta vez en globo aerostático, establece la marca de 3.200 metros de altura.
Se viene a vivir a Argentina y en el camino de Morón a Bella vista en una recta de más de 18 km, se propone cumplir 48 de marcha ininterrumpida con un pequeño Citroën 5CV de 855 cc y 11 HP, en 1925 y lo consigue, el 16 de diciembre de 1925. Cubrió 2.717,8, km estableciendo un promedio de 56,2 km/h..
En 1926 el 30 de marzo, en el Circuito Rafaela con un Oakland, intentó batir el récord de 5000 kilómetros: cuando faltaba media hora, con el récord asegurado de las 24 horas, el incendio del coche puso fin a la prueba sin poder concretar el sueño, con la meta a la vista. El 14 de noviembre de ese mismo año, interviene Gran Premio de Provincia de Santa Fe, inauguración del Circuito Óvalo de Esperanza con un Renault N° 13,  lo acompaña Paccini. Llegó noveno.
Participa en el Gran Premio Argentino que unió Buenos Aires-Rosario- Córdoba, y vuelta, donde sufre una accidente, que no le impide meses después con un Hupmobile, concretar un raid que uniría los puntos extremos norte y sur de nuestro país pasando por Buenos Aires. Al año siguiente lo reitera pero abarcando tres países: Bolivia (Topiza), Argentina (Buenos Aires), Chile (Punta Arenas) ahora con un Franklin (una rareza un auto norteamericano con motor refrigerado a aire), con el auspicio de La Razón esta vez.
Continúa anotándose en cuanto Gran Premio se disputa con diversa suerte y se lanza en un Raid Austral Sudamericano. Buenos Aires, Magallanes, Santiago, Antofagasta, La Paz (Bolivia), Buenos Aires. Fueron los increíbles 15.000 kilómetros acompañado por Carlos Pellerano, entonces en un Hupmobile.
En 1934, el Automóvil Club Argentino decide separar los campeonatos de pista y carretera. El Gran Premio,  máxima competencia anual de nuestro automovilismo se corre por primera vez entre Rosario y Resistencia (Chaco), ida y vuelta. Emilio gana con Mercedes Benz y se consagra obteniendo el título de Primer Campeón Argentino de Carretera.
En 1935 idea el Gran Premio Internacional a Chile ida y vuelta (Buenos Aires-Santiago de Chile-Temuco-Neuquén-Bahía Blanca) y corre con un Ford. Por ser su principal impulsor, el mismo organiza una suscripción para recolectar fondos, aporta $2.000 y consiguió de Radio Splendid $ 15.000 (HDAA T1-189) Era una prueba mixta de regularidad y velocidad (solo el tramo Santiago de Chile-Temuco, velocidad libre).
Eduardo Lorenzo (Borocotó) reportero de la Revista El Gráfico de aquellos tiempos, lo menciona en Cincuenta Años de Automovilismo Argentino como mentor de las 500 Millas de Rafaela: «En una charla en la que participaban Eduardo Dutruel, Martin Oliver y otros, en compañía de Emilio Karstulovic, este sugirió la idea de transformar la carrera que el Club Atlético Rafaela organizaba anualmente sobre un amplio circuito llamado Castellanos en una que tuviera, al igual que la de Indianápolis, 500 millas de recorrido».
En 1936 del 16 al 29 febrero al autorizarse de nuevo las pruebas de velocidad libre en rutas se organiza el Gran premio Internacional Virgilio Ferego Grego, con el apoyo de este empresario, el Gran Premio va otra vez a Chile y vuelta por Bariloche. Intervino con Ford.
En 1937 fue su récord Buenos Aires-Santiago de Chile, con el Auto Cupé Ford V.8 de serie año 1937. Carrera seguida por la Cadena 47 Broadcasting del Continente. Prueba individual. En agosto de ese año participa en el Gran Argentino, copiloto Segundo D’Angelo con Ford. Interviniendo además en pruebas que se disputaron en Brasil y Uruguay.
En 1939, del 30 septiembre al 3 de octubre, realiza el raid Lima, La Paz, Buenos Aires. En 1943 atravesó la Cordillera de los Andes batiendo nuevamente el Récord Buenos Aires - Santiago de Chile. 1.468 kilómetros en 16 horas 11 minutos 7 segundos.
En 1947 ganó el Gran Premio Internacional de la ciudad de Buenos Aires (circuito Retiro), carrera de monoplazas, con pilotos europeos. Y en ese mismo año el Gran Premio Internacional Argentina - Chile. Seis etapas. Buenos Aires-Santiago, Santiago-La Serena, La Serena-Copiapó, Copiapó-Tucumán, Tucumán-Resistencia, Resistencia-Buenos-Aires 5.335 km.
En 1948 se le otorga el Gran Premio América del Sur. Argentina, Bolivia, Colombia, Chile, Ecuador, Perú, Venezuela. También interviene en la competencia que se improvisa al regreso largando desde Lima.
En 1949 ganó el Gran Premio de la República de 12 etapas, Buenos Aires-Comodoro Rivadavia, Comodoro Rivadavia-Río Gallegos, Río Gallegos-Río Mayo, Río Mayo-Bariloche, Bariloche-Zapala, Zapala-Mendoza, Mendoza-La Rioja, La Rioja-Jujuy, Jujuy-Resistencia, Resistencia-Corrientes, Corrientes-Cataratas del Iguazú, Cataratas del Iguazú-Paso de los libres-Paso de los Libres-Buenos Aires.(es posible que este trayecto haya pasado por Paraná-Santa Fe y Rosario, rumbo a Bs.As) 11.035 km. Un año después le fue otorgado un premio especial por las Bodas de Plata en el automovilismo entregado por la Comisión Deportiva Automovilística del ACA.
Lo llamaban también “Kartulo” y "El Caballero del Automovilismo", por su distinguida figura, caballerosidad y don de gentes.

## Faceta como empresario y director de Sintonía
Patrocinó un programa radial de éxito variado en la que tenía dos avisadores: Jabón Radical y Muebles Camba.
En 1932 fundó la revista Sintonía, una importante edición mensual con las noticias y donde se plasmó los rostros de las más destacadas estrellas del momento del cine, la radio y el teatro argentino como Agustín Magaldi, Héctor Mauré, Iris Marga, Sofía Bozán, Mecha Ortiz, entre otros. También se desempeñó como propietario de Radio La voz del aire.
También fundó el estudio cinematográfico Rayton, en donde producía películas, hasta se aventuró en 1936 a escribir un guion junto a Napy Duclout de la película Vértigo que dirigió, estrenada el 11 de marzo de 1936. La película fue protagonizada por Jorge Soler, Emilia Harold y Venancio Muñoz.
Dirigió LS9, cuyos estudios quedaban en la calle Maipú, frente a los de Radio El Mundo, que junto a Belgrano y Splendid lideraba el "ráting" de entonces.
Fue gracias a Emilio, que una importante figura de Argentina, como lo fue Eva Duarte, que en ese entonces era una reconocida actriz del teatro llegó rápidamente a ocupar lugares en el teatro. Pudo entrar al mundo del cine en 1937 con ¡Segundos afuera!, dirigida por Israel Chas de Cruz junto con Pedro Quartucci, Pablo Palitos y Amanda Varela. Sin embargo, cuando se supo que la actriz Inés Edmonson mantenía una relación con el editor chileno, durante la dictadura totalitaria autodenominada Revolución Libertadora, fue prohibida a ejercer su profesión ni en cine ni en teatro ni en radio, por lo que se vio obligada a cambiar su nombre y a retirarse del ambiente artístico de su país.

## Fallecimiento
Emilio Kartulovich falleció el 31 de octubre de 1961 a los 66 años a la una de la tarde, en Buenos Aires, Argentina, debido a una larga enfermedad.